# ラルチャーノ
ラルチャーノ (伊: Larciano) は、イタリア共和国トスカーナ州ピストイア県にある、人口約6,300人の基礎自治体（コムーネ）。

## 地理

### 位置・広がり

#### 隣接コムーネ
隣接するコムーネは以下の通り。括弧内のFIはフィレンツェ県所属を示す。
- チェッレート・グイーディ (FI)
- フチェッキオ (FI)
- ランポレッキオ
- モンスンマーノ・テルメ
- ポンテ・ブッジャネーゼ
- セッラヴァッレ・ピストイエーゼ

### 気候分類・地震分類
ラルチャーノにおけるイタリアの気候分類 (it) および度日は、zona D, 1694 GGである。
また、イタリアの地震リスク階級 (it) では、zona 3 (sismicità bassa) に分類される。

## 行政

### 分離集落
ラルチャーノには以下の分離集落（フラツィオーネ）がある。
- Baccane, Colonna, Biccimurri, Castelmartini, Cecina, Larciano Castello, San Rocco di Larciano